# Siegfried Däbritz

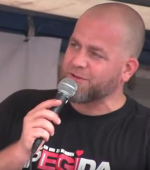
Siegfried Däbritz als Redner bei einer Pegida-Kundgebung

Siegfried Däbritz (* 27. März 1975) ist Vize-Chef der islamfeindlichen, völkischen, rechtspopulistischen Patriotischen Europäer gegen die Islamisierung des Abendlandes (Pegida) aus Dresden. Spätestens seit April 2016 ist er Redner auf fast allen Pegida-Kundgebungen. Formell ist er stellvertretender Vorsitzender im Pegida Förderverein e.V.

## Leben
Siegfried Däbritz wohnt im sächsischen Meißen. Dort führt er gemeinsam mit seinen Eltern eine Pension. Außerdem ist er Security-Unternehmer. Däbritz war laut einem coloRadio-Beitrag schon vor der Gründung von Pegida mit zwei Dresdner Systema-Kampfsporttrainern befreundet. In dem coloRadio-Beitrag wird darauf in Berufung auf Recherchen des Journalisten Boris Reitschuster eine mögliche Zusammenarbeit von Däbritz mit dem russischen Militärgeheimdienst Glawnoje Raswedywatelnoje Uprawlenije – GRU und damit ein möglicher Einfluss des russischen Militärgeheimdienstes GRU auf das Pegida-Orgateam als wahrscheinlich angesehen.

## Politik
Siegfried Däbritz kandidierte 2009 als Stadtrat für die FDP in Meißen. Zu dieser Zeit saß er auch im Vorstand der FDP in Meißen. Däbritz war 2014 bei Hooligans gegen Salafisten (HogeSa) aktiv, was der sächsische Verfassungsschutz bestätigte. Ab dem 16. Oktober 2014 beteiligte sich Däbritz an einer geschlossenen Facebookgruppe unter dem Namen Friedliche Europäer gegen die Islamisierung des Abendlandes, welche am 11. Oktober 2014 von Lutz Bachmann gegründet wurde und aus der die Patriotischen Europäer gegen die Islamisierung des Abendlandes (Pegida) hervorgingen, welche seit dem 20. Oktober 2014 meist wöchentlich und montags Kundgebungen und Demonstrationen in Dresden veranstalten. Am 5. März 2015 wurde Däbritz stellvertretender Vorsitzender im „Pegida Förderverein e.V.“, der juristischen Person von Pegida. Seit dem Ausscheiden von Tatjana Festerling und Edwin Wagensveld Mitte April 2016 ist Däbritz neben Lutz Bachmann und Wolfgang Taufkirch der häufigste Redner bei Pegida-Kundgebungen. Für die Pegida-Demonstration am 7. November 2016 verbot die Stadtverwaltung Dresden Bachmann und Däbritz bis zum Ende Oktober 2021 die Versammlungsleitung, weil beide von der Stadtverwaltung „als nicht vertrauenswürdig eingestuft“ wurden. Seitdem wurde die Versammlungsleitung erst durch Ines Claudia Gemeinert und später durch Wolfgang Taufkirch übernommen. Däbritz wollte bei der Bundestagswahl 2017 für die AfD für den Wahlkreis 155 (Meißen) kandidieren. Die AfD nominierte stattdessen für diesen Wahlkreis Carsten Hütter. Nach Informationen der Sächsischen Zeitung sollte Däbritz für Pegida als AfD-Kandidat bei der sächsischen Landtagswahl 2019 im Landkreis Zwickau antreten, was vom sächsischen Landesverband abgelehnt wurde.

## Äußerungen und Rezeption
Siegfried Däbritz hat in einer geschlossenen Facebook-Gruppe von Pegida Muslime als „mohammedanische Kamelwämser“ und „Schluchtenscheißer“ beschimpft. Er präsentierte sich bei Schießübungen. Däbritz sprach sich in einer Rede auf der Pegida-Kundgebung am 26. September 2016 in Dresden für millionenfache Abschiebungen aus Deutschland und Europa aus. Am 19. März 2018 gratulierte Däbritz auf einer Pegida-Kundgebung Wladimir Putin zum Sieg bei der Präsidentenwahl in Russland.